# Mistrzostwa Świata w Strzelaniu do Rzutków 1969
Mistrzostwa Świata w Strzelaniu do Rzutków 1969 – jedenaste mistrzostwa świata w strzelaniu tylko do rzutków. Rozegrano je w hiszpańskim San Sebastián. 
Przeprowadzono wówczas cztery konkurencje dla mężczyzn i dwie dla kobiet. W klasyfikacji medalowej zwyciężyli reprezentanci Włoch. Polacy zdobyli jeden medal – srebrny.

## Klasyfikacja medalowa
| Pozycja | Kraj              | Złoto | Srebro | Brąz | Łącznie |
| ------- | ----------------- | ----- | ------ | ---- | ------- |
| 1       | Włochy            | 3     | 0      | 1    | 4       |
| 2       | ZSRR              | 2     | 2      | 2    | 6       |
| 3       | Meksyk            | 1     | 0      | 0    | 1       |
| 4       | Stany Zjednoczone | 0     | 1      | 2    | 3       |
| 5       | NRD               | 0     | 1      | 0    | 1       |
| 5       | Polska            | 0     | 1      | 0    | 1       |
| 5       | RFN               | 0     | 1      | 0    | 1       |
| 8       | Egipt             | 0     | 0      | 1    | 1       |

## Wyniki

### Mężczyźni
| Konkurencja      | Złoto                                                                  | Wynik    | Srebro                                                                           | Wynik    | Brąz                                                                         | Wynik    |
| Skeet            | Jurij Curanow                                                          | 198 pkt. | Nikołaj Bieniesz                                                                 | 196 pkt. | Romano Garagnani                                                             | 196 pkt. |
| Skeet, drużynowo | ZSRR Nikołaj Bieniesz Boris Bulba Jewgienij Pietrow Jurij Curanow      | 587 pkt. | Polska Włodzimierz Danek Wiesław Gawlikowski Olgierd Korolkiewicz Artur Rogowski | 567 pkt. | Stany Zjednoczone Earl Herring Philip Provence Robert Rodale Robert Schuehle | 560 pkt. |
| Trap             | Ennio Mattarelli                                                       | 192 pkt. | Jürgen Henke                                                                     | 191 pkt. | James Beck                                                                   | 191 pkt. |
| Trap, drużynowo  | Włochy Umberto Bertozzi Alberto Giani Ennio Mattarelli Giorgio Rosatti | 559 pkt. | Stany Zjednoczone James Beck Thomas Garrigus Terry Howard Larry Stafford         | 555 pkt. | Egipt Assem Daly Mohamed Mehrez Mounir Sabet Medhat Wahdan                   | 538 pkt. |

### Kobiety
| Konkurencja | Złoto       | Wynik    | Srebro              | Wynik    | Brąz                 | Wynik    |
| Skeet       | Nuria Ortíz | 145 pkt. | Łarisa Gurwicz      | 142 pkt. | Jelena Szebaszowa    | 137 pkt. |
| Trap        | Bina Avrile | 129 pkt. | Elisabeth von Soden | 123 pkt. | Walentina Gierasinia | 123 pkt. |